# Oh No
Oh No, vlastním jménem Michael Jackson, (* 6. listopadu 1978) je americký rapper a hudební producent. Jeho otcem byl soulový zpěvák Otis Jackson a strýcem jazzový trumpetista Jon Faddis. Jeho starším bratrem je diskžokej Madlib. Svou kariéru zahájil se skupinou Kali Wild. Roku 1999 přispěl na album Soundpieces: Da Antidote skupiny Lootpack, kterou vedl jeho bratr. Své první sólové album nazvané The Disrupt vydal v roce 2004 (vydavatelství Stones Throw Records). Během své kariéry produkoval nahrávky mnoha interpretů, mezi něž patří například Mos Def, Action Bronson a The Alchemist.